# De blodtörstiga
De blodtörstiga (engelska: The Masque of the Red Death) är en amerikansk skräckfilm från 1964 i regi av Roger Corman. Filmen är baserad på Edgar Allan Poes novell Röda dödens mask från 1842. Huvudrollen spelas av Vincent Price. Detta var Cormans sjunde Poe-filmatisering, den följdes av Mannen i vaxkabinettet (1965).

## Rollista i urval
- Vincent Price – Prins Prospero
- Hazel Court – Juliana
- Jane Asher – Francesca
- David Weston – Gino
- Nigel Green – Ludovico, Francescas far
- John Westbrook – mannen i rött
- Patrick Magee – Alfredo
- Paul Whitsun-Jones – Scarlatti
- Robert Brown – vakt
- David Davies – byinvånare
- Sarah Brackett – farmor
- Skip Martin – Hop-Toad
- Verina Greenlaw – Esmeralda